# Hamvasfejű vércse
A hamvasfejű vércse (Falco dickinsoni) a madarak osztályának sólyomalakúak (Falconiformes) rendjéhez, azon belül a sólyomfélék (Falconidae) családjához tartozó faj.

## Előfordulása
Angola, Botswana, a Dél-afrikai Köztársaság, a Kongói Demokratikus Köztársaság, Malawi, Mozambik, Namíbia, Tanzánia, Zambia és Zimbabwe területén honos. Kóborlásai során eljut Kenyába is.

## Megjelenése
Testhossza 27–30 centiméter, szárnyfesztávolsága 61–68 centiméter, testtömege 167–246 gramm.

## Életmódja
Rovarokkal, hüllőkkel, kétéltűekkel, madarakkal, denevérekkel és emlősökkel táplálkozik.